# Реча (Марамуреш)
Реча (рум. Recea) — село у повіті Марамуреш в Румунії. Адміністративний центр комуни Реча.
Село розташоване на відстані 407 км на північний захід від Бухареста, 6 км на південний захід від Бая-Маре, 95 км на північ від Клуж-Напоки.

## Населення
За даними перепису населення 2002 року у селі проживали 1112 осіб, з них 1107 осіб (99,6%) румунів. Рідною мовою 1107 осіб (99,6%) назвали румунську.